# Чин Сеён
Чин Сеён (кор. 진세연?, 陳世娫?, настоящее имя — Ким Юнджон (кор. 김윤정); род. 15 февраля 1994, Сеул, Сочхо или Jamwon-dong) — южнокорейская актриса

 и модель. Впервые была замечена благодаря роли Дженни в фильме «Белый: мелодия проклятия». Популярность получила после съемок в драме «Свадебная маска».

## Биография
Чин Сеён (настоящее имя — Ким Юнджон кор. 김윤정) родилась 15 февраля 1994 года в Сеуле и окончила университет Chung Ang. Дебютировала в кино в 2010 году в телесериале «Всё окей, доченька».
2012 года сыграла роль Хон Дами в сериале «Пять пальцев», на которую первоначально была утверждена участница группы T-ara Хам Инджон, но скандал в группе и низкие рейтинги сериалов с другими участницами привели к решению заменить её на Чин Сеён.
Первую свою главную роль Чин получила в 17-летнем возрасте, в сериале «Моя дочь — Цветок», где она сыграла в паре с Чхве Джинхёком.

## Творчество

### Дорамы
- Subject / Предмет (2019)
- Selection: The War of Women / Отбор: Война женщин (2019-2020)
- The Crown Prince / Наследный принц (2018)
- High-end Crush /Высококачественная любовь (2015-2016)
- The Flower in Prison / Цветок в тюрьме (MBC, 2016)
- Greatest One Sided Love / Безответная Любовь (Naver TV Cast, 2015)
- Doctor Stranger / Доктор иностранец (SBS, 2014 года)
- Inspiring Generation / Эпоха чувств (KBS2, 2014 года)
- Five Fingers / Пять пальцев (SBS, 2012)
- Bridal Mask / Свадебная маска (KBS2, 2012)
- My Daughter The Flower / Моя дочь Цветок (SBS, 2011)
- The Duo / Дуэт (MBC, 2011)
- It’s Okay, daddy’s Girl / Все хорошо, доченька (SBS, 2010)

### Фильмы
- Born Again / Рождённые вновь (2020)
- Operation Chromite / Операция «Хромит» (2016)
- Police Family / Знакомство с родственниками 2 (2015)
- The Language of Love / Язык любви (2014)
- White: Curse of the Melody / Белый: мелодия проклятия (2011)
- Daughters of Club Bilitis / Дочери клуба «Билитис» (KBS2, 2011)

### ТВ-шоу
- Invisible Man / Человек-невидимка (KBS2, 2015-го, еп. 4)
- Running Man / Бегущий Человек (SBS, 2012, 2014 года, еп. 119, 198)

### Клипы
- Jin Se Yeon & Cha Gil Young — «I Have No Problems» (2012)
- KCM — «Love Bear» (2010)

## Награды
- 2014 3rd JAPAN Star Awards: Popular Star Award (Doctor Stranger)
- 2012 KBS Drama Awards: Best Couple Award with Joo Won (Bridal Mask)
- 2012 KBS Drama Awards: Newcomer Actress Award (Bridal Mask)
- 2011 SBS Drama Awards: New Star Awards (My Daughter The Flower)
- 2011 1st K-Drama Star Awards: Excellence Award, Actress (My Daughter The Flower)